# Bernezzo
Bernezzo (piemontiul: Bërness) település Olaszországban, Piemont régióban, Cuneo megyében. Lakosainak száma 4215 fő (2023. január 1.). Bernezzo Caraglio, Cervasca, Rittana, Roccasparvera és Valgrana községekkel határos.

## Népesség
A település népessége az elmúlt években az alábbi módon változott:
| Lakosok száma | 4133 | 4121 | 4215 |
|               | 2017 | 2018 | 2023 |